# New Utrecht Avenue/62nd Street
New Utrecht Avenue/62nd Street è una fermata della metropolitana di New York situata all'incrocio tra le linee BMT Sea Beach e BMT West End. Nel 2019 è stata utilizzata da 1 501 183 passeggeri. È servita dalle linee D e N, attive 24 ore su 24. Durante le ore di punta fermano occasionalmente anche alcune corse delle linee Q e W.

## Storia
La stazione sulla linea BMT Sea Beach fu aperta il 22 giugno 1915, mentre quella sulla linea BMT West End venne inaugurata il 24 giugno 1916. Tra il 2016 e il 2019 le due stazioni sono state ristrutturate e sono stati installati degli ascensori per renderle accessibili alle persone con disabilità motoria.

## Strutture e impianti
La stazione della linea BMT Sea Beach (denominata New Utrecht Avenue) è situata in trincea, ha quattro binari e due banchine laterali. In ciascuna delle due estremità della stazione si trova un fabbricato viaggiatori, posizionato sopra il piano binari, che ospita i tornelli e le scale di accesso alle banchine; quello nord affaccia sull'incrocio tra New Utrecht Avenue e 62nd Street, quello sud sull'incrocio tra 15th Avenue e 63rd Street.
La stazione della linea BMT West End (denominata 62nd Street) è posta su un viadotto al di sopra di New Utrecht Avenue, ha due banchine a isola e tre binari. Sotto l'estremità nord del piano binari è posizionato il mezzanino con i tornelli e le tre scale per il piano stradale che portano all'incrocio con 14th Avenue; sotto l'estremità sud si trova invece il collegamento con il fabbricato viaggiatori nord della stazione della linea Sea Beach, dove sono localizzati anche gli ascensori che rendono le due stazioni accessibili alle persone con disabilità motoria.

## Interscambi
La stazione è servita da alcune autolinee gestite da NYCT Bus.
- Fermata autobus